# András Both
András Both von Bajna (lateinisch Andreas Both de Bayna, ungarisch bajnai Both András, kroatisch Andrija Bot od Bajne; † 13. September 1511 in Kroatien) war ein Ban von Kroatien.

## Biografie
András Both de Bajna war Mitglied der berühmten Schwarzen Armee von Matthias. Der General (hadvezér) wurde 1468 vom König nach Böhmen geschickt, um gegen Georg von Podiebrad zu kämpfen. Er war Sieger der Schlacht von Fiume (1474). Er war főispán der Komitate von Ung und Semplin (1483), főispán von Zala und Kapitän der Festung und Stadt Zagreb (1489), Kapitän der Städte Senj, Montigrecensis usw. Als Hauptmann der Burg Medvedgrad besiegte er 1488 Viktor von Podiebrad. Er war Mitglied des königlichen Hofes (kir. Udvar tagja) (1483) und privater Berater (bizalmas híve) von Matthias. Er war ein beliebter Militärführer und befahl unter seinem eigenen Banner (Zászlósúr). Er ist der erbliche Baron des Königreichs (baron Regni) im Jahr 1498.
Von 1487 bis 1490 war er Ban von Kroatien. Er war mehrfach Ban von Kroatien, Slawonien und Dalmatien: 1482; vom 12. Oktober 1504 bis 1507, dann von 1510 bis zum 13. September 1511, als er im Amt starb.
Er war der Sohn von István Both von Bajna, Ritter, Mann des Königs, Herr von Bajna und anderen Orten. Er war der Bruder von Johann Both von Bajna († 1493), Ban von Kroatien. Er war verheiratet mit Anna Csáki.